# Campeonato Mundial de Ginástica Artística de 2013 - Argolas masculino
A competição das argolas masculino do Campeonato Mundial de Ginástica Artística de 2013 foi sua final disputada no dia 5 de outubro. A qualificatória que definiu os ginastas finalistas foi disputada em 30 de setembro e 1 de outubro.

## Medalhistas
| Ouro   | BRA Arthur Zanetti     |
| Prata  | RUS Aleksandr Balandin |
| Bronze | USA Brandon Wynn       |

## Resultados

### Qualificatória
Esses são os resultados da qualificatória.
| Pos. | Ginasta                      | Total  | Nota |
| ---- | ---------------------------- | ------ | ---- |
| 1    | CHN Liu Yang                 | 15,866 | Q    |
| 2    | BRA Arthur Zanetti           | 15,733 | Q    |
| 3    | USA Brandon Wynn             | 15,700 | Q    |
| 4    | RUS Aleksandr Balandin       | 15,600 | Q    |
| 5    | NED Yuri van Gelder          | 15,566 | Q    |
| 6    | FRA Samir Ait Said           | 15,566 | Q    |
| 7    | FRA Danny Pinheiro-Rodrigues | 15,566 | Q    |
| 8    | JPN Koji Yamamuro            | 15,500 | Q    |
| 9    | GRE Eleftherios Petrounias   | 15,466 | R    |
| 10   | ITA Matteo Morandi           | 15,400 | R    |
| 11   | ARG Federico Molinari        | 15,366 | R    |

- Q - qualificado para a final
- R - reserva

### Final
Esses são os resultados da final.
| Pos. | Ginasta                      | Nota D | Nota E | Pen. | Total  |
| ---- | ---------------------------- | ------ | ------ | ---- | ------ |
|      | BRA Arthur Zanetti           | 6,800  | 9,000  |      | 15,800 |
|      | RUS Aleksandr Balandin       | 6,900  | 8,833  |      | 15,733 |
|      | USA Brandon Wynn             | 6,700  | 8,966  |      | 15,666 |
| 4    | CHN Liu Yang                 | 6,800  | 8,833  |      | 15,633 |
| 5    | NED Yuri van Gelder          | 6,900  | 8,633  |      | 15,533 |
| 6    | FRA Samir Ait Said           | 6,800  | 8,700  |      | 15,500 |
| 7    | JPN Koji Yamamuro            | 6,800  | 8,633  |      | 15,433 |
| 8    | FRA Danny Pinheiro-Rodrigues | 6,900  | 7,666  |      | 14,566 |